# Cliserio Villafuerte el Chico
Cliserio Villafuerte el Chico är en ort i Mexiko.   Den ligger i kommunen Maravatío och delstaten Michoacán de Ocampo, i den södra delen av landet, 150 km väster om huvudstaden Mexico City. Cliserio Villafuerte el Chico ligger 2 401 meter över havet och antalet invånare är 274.
Terrängen runt Cliserio Villafuerte el Chico är huvudsakligen kuperad, men åt sydväst är den bergig. Runt Cliserio Villafuerte el Chico är det ganska tätbefolkat, med 124 invånare per kvadratkilometer. Närmaste större samhälle är Ciudad Hidalgo, 16,8 km söder om Cliserio Villafuerte el Chico. I omgivningarna runt Cliserio Villafuerte el Chico växer huvudsakligen savannskog.